# Solfara La Grasta

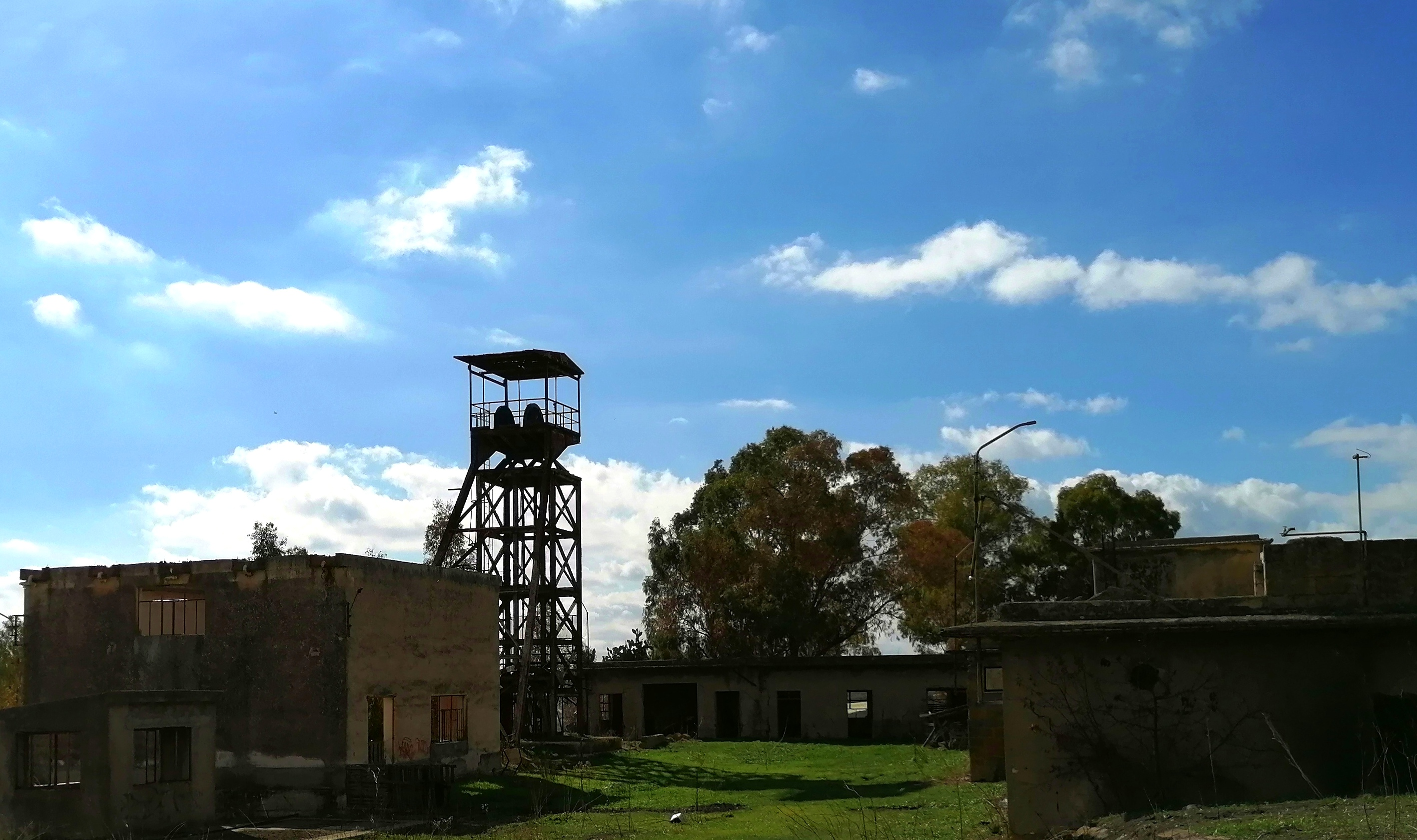
Veduta della miniera

La solfara Grasta o miniera Grasta o anche Miniera La Grasta è una miniera di zolfo sita in provincia di Caltanissetta a nord di Sommatino.
La solfatara era già attiva nel 1839, secondo un'altra fonte fu aperta nel 1850; è dal 1987 chiusa ed abbandonata.

## Incidenti
Nel 1863 vi morirono 35 operai annegati a seguito di un forte nubifragio che allagò la valle e penetrò nei condotti e nelle gallerie della miniera.